# 夏佳しお
夏佳 しお（なつか しお、1999年7月24日 - ）は、日本のグラビアアイドル、タレント。千葉県出身。ライリーワークス所属。

## 略歴
2022年、以前に所属していた事務所を辞めてフリーで活動していた時に、現在の事務所のマネージャーに声を掛けられ、DVDデビューが決まった。
2023年1月27日、1stDVD『同級生は隠れ巨乳の地味子ちゃん』（竹書房）を発売。
2024年12月22日、『ミスアクション2025』にて準グランプリを受賞。

## 人物
- 趣味：ゲーム[3]
- 特技：人の声で身長をあてる[3]

## 作品

### イメージビデオ
- 同級生は隠れ巨乳の地味子ちゃん（2023年1月27日、竹書房）[6]
- しおがおし（2023年5月31日、スパイスビジュアル）[7][8]
- 地味巨乳最強説（2023年11月20日、ラインコミュニケーションズ）[9]
- やっかいな地味巨乳（2024年2月27日、エアーコントロール）[10][11]
- 7限目の特別授業（2024年5月23日、ギルド）[12]
- ミルキー・グラマー（2024年9月27日、竹書房）[13]
- よく見ればこんな感じ（2025年1月28日、エアーコントロール）[14]
- 舞い散る桜と柔肌と（2025年5月28日、スパイスビジュアル）[15]

### 動画配信
- 恋人以上のことを、しおと。（2024年6月27日、ギルド）[16]

### デジタル写真集
- クラスの地味な同級生は隠れ爆乳（2023年4月14日、竹書房［Bamboo e-Book］）
- 眼鏡っ娘とぼく（2023年4月14日、竹書房［Bamboo e-Book］）
- メガネ×爆乳×地味=最強！（2023年4月14日、竹書房［Bamboo e-Book］）
- 週刊GIRLS-PEDIA 063（2024年4月1日、KADOKAWA）[17]
- 愛されて（2024年7月5日、PAD［ギルドデジタル写真集］）
- ボクだけのしおちゃん（2024年7月5日、PAD［ギルドデジタル写真集］）
- 微熱（2024年7月5日、PAD［ギルドデジタル写真集］）
- 彼女が大胆になるとき（2025年1月10日、PAD［ギルドデジタル写真集］）
- バスト100cmが溢れてる！（2025年2月14日、竹書房［Bamboo e-Book］）